# Szélesszárnyú ölyv
A szélesszárnyú ölyv (Buteo platypterus) a madarak osztályának vágómadár-alakúak (Accipitriformes) rendjébe, ezen belül a vágómadárfélék (Accipitridae) családjába tartozó faj.

## Rendszerezése
A fajt Louis Pierre Vieillot francia ornitológus írta le 1823-ban, a Sparvius nembe Sparvius Platypterus néven.

## Alfajai
- Északi szélesszárnyú ölyv (Buteo platypterus platypterus), Észak-Amerika
- Kubai szélesszárnyú ölyv (Buteo platypterus cubanensis), Kuba
- Puerto Ricó-i széleszárnyú ölyv (Buteo platypterus brunnescens), Puerto Rico
- Antiguai széleszárnyú ölyv (Buteo platypterus insulicola), Antigua (Antigua és Barbuda főszigete)
- Buteo platypterus rivierei - a Dominikai Közösség, Martinique és Saint Lucia
- Antillai szélesszárnyú ölyv (Buteo platypterus antillarum), Saint Vincent és a Grenadine-szigetek és Grenada

## Előfordulása
Kanada, az Amerikai Egyesült Államok és Mexikó területén honos, vonulása során eljut a Karib-szigetekre, Közép- és Dél-Amerikába is. Természetes élőhelyei a szubtrópusi vagy trópusi száraz erdők, síkvidéki és hegyi esőerdők, valamint ültetvények. Vonuló faj.

## Megjelenése
A testhossza 44 centiméter, szárnyfesztávolsága 86-100 centiméter, testtömege 265-560 gramm.
|  |

## Életmódja
Emlősökre, madarakra, hüllőkre, kétéltűekre és nagyobb rovarokra vadászik.

## Szaporodása
Fészekalja 1-4 tojásból áll, melyen 30-38 napig kotlik. A kikelt fiókák 35-41 nap múlva válnak röpképessé.

## Természetvédelmi helyzete
Az elterjedési területe rendkívül nagy, egyedszám pedig növekszik. A Természetvédelmi Világszövetség Vörös listáján nem fenyegetett fajként szerepel.